# Alte Mühle (Latrop)

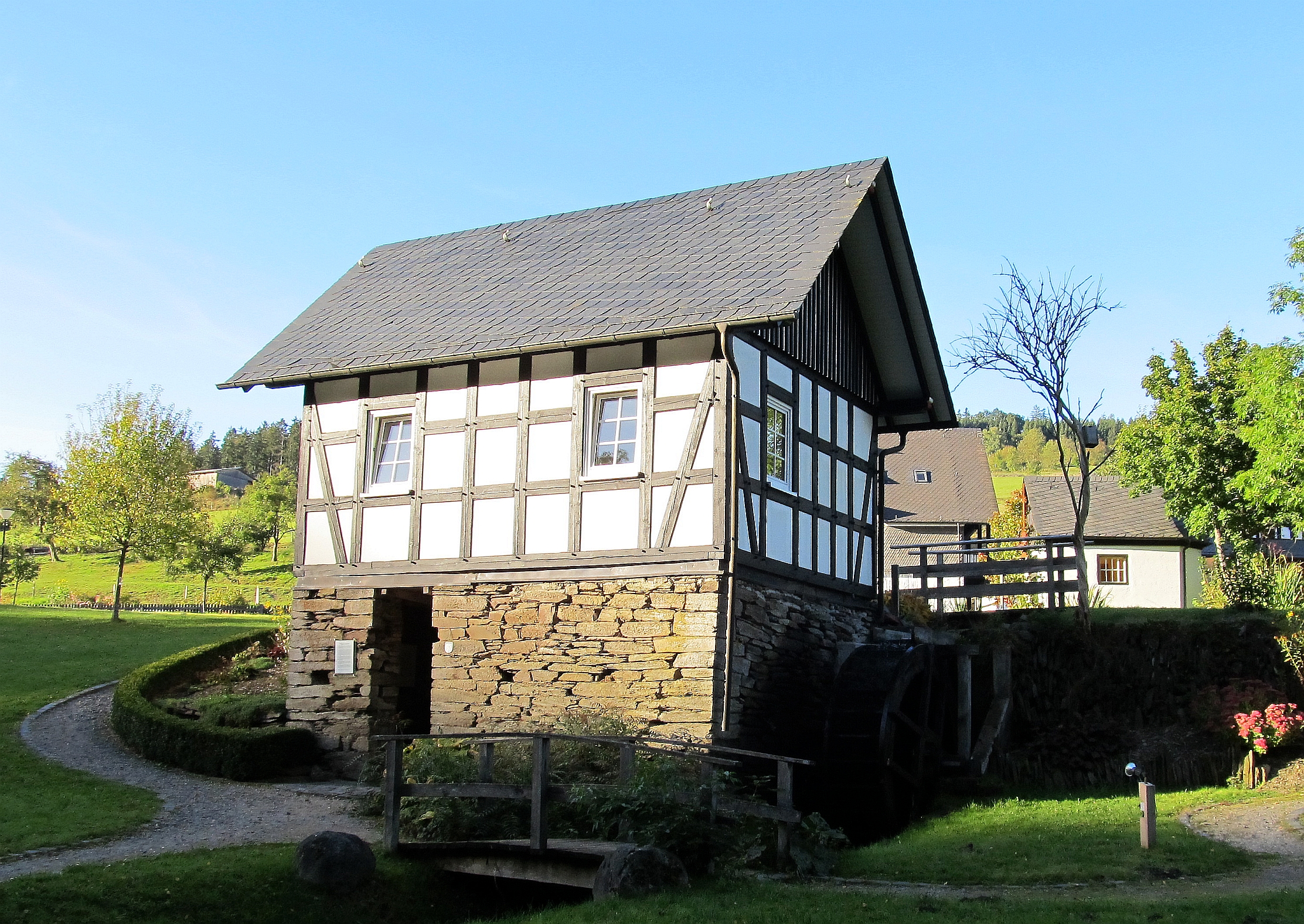
Alte Mühle

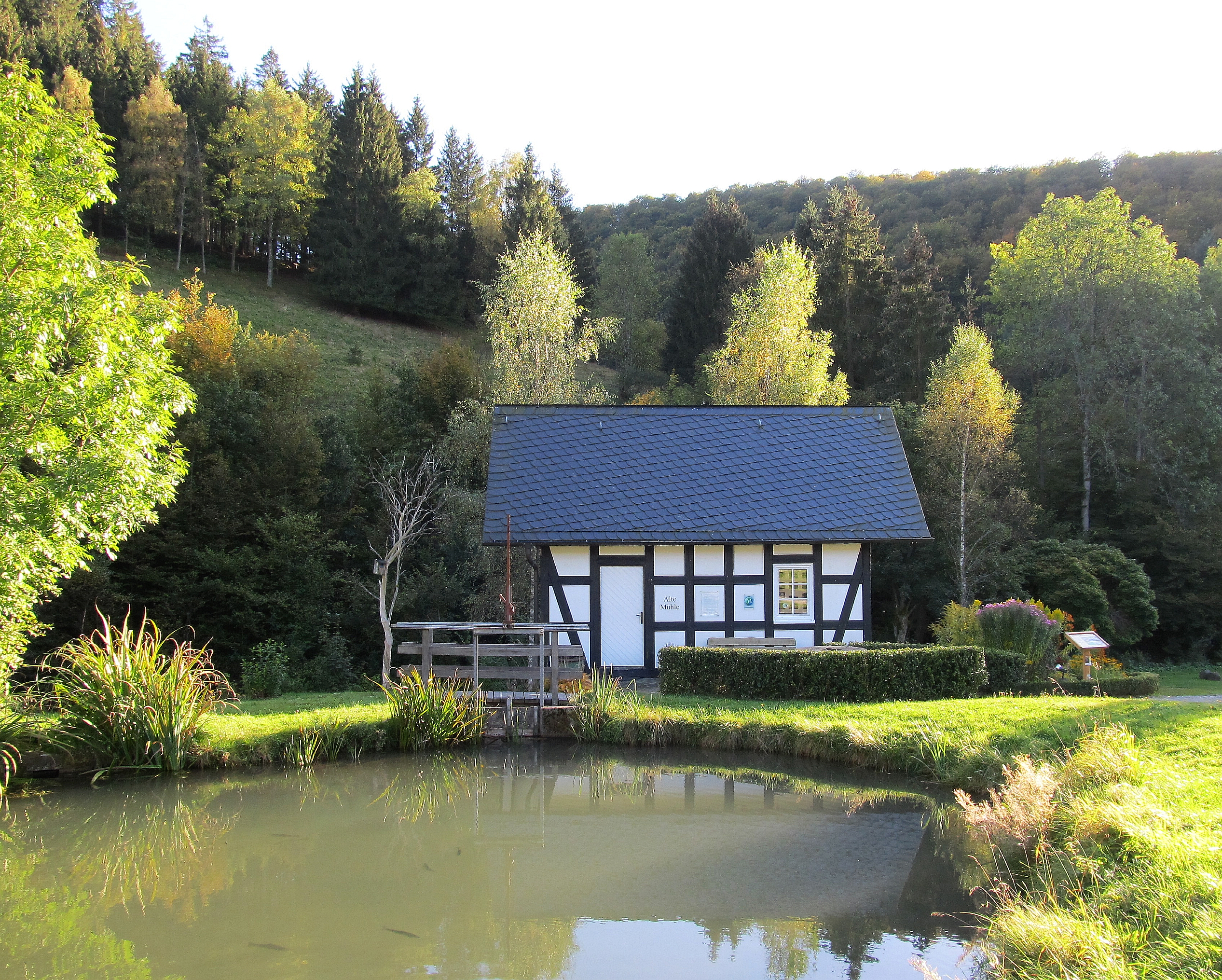
Teich vor der Mühle

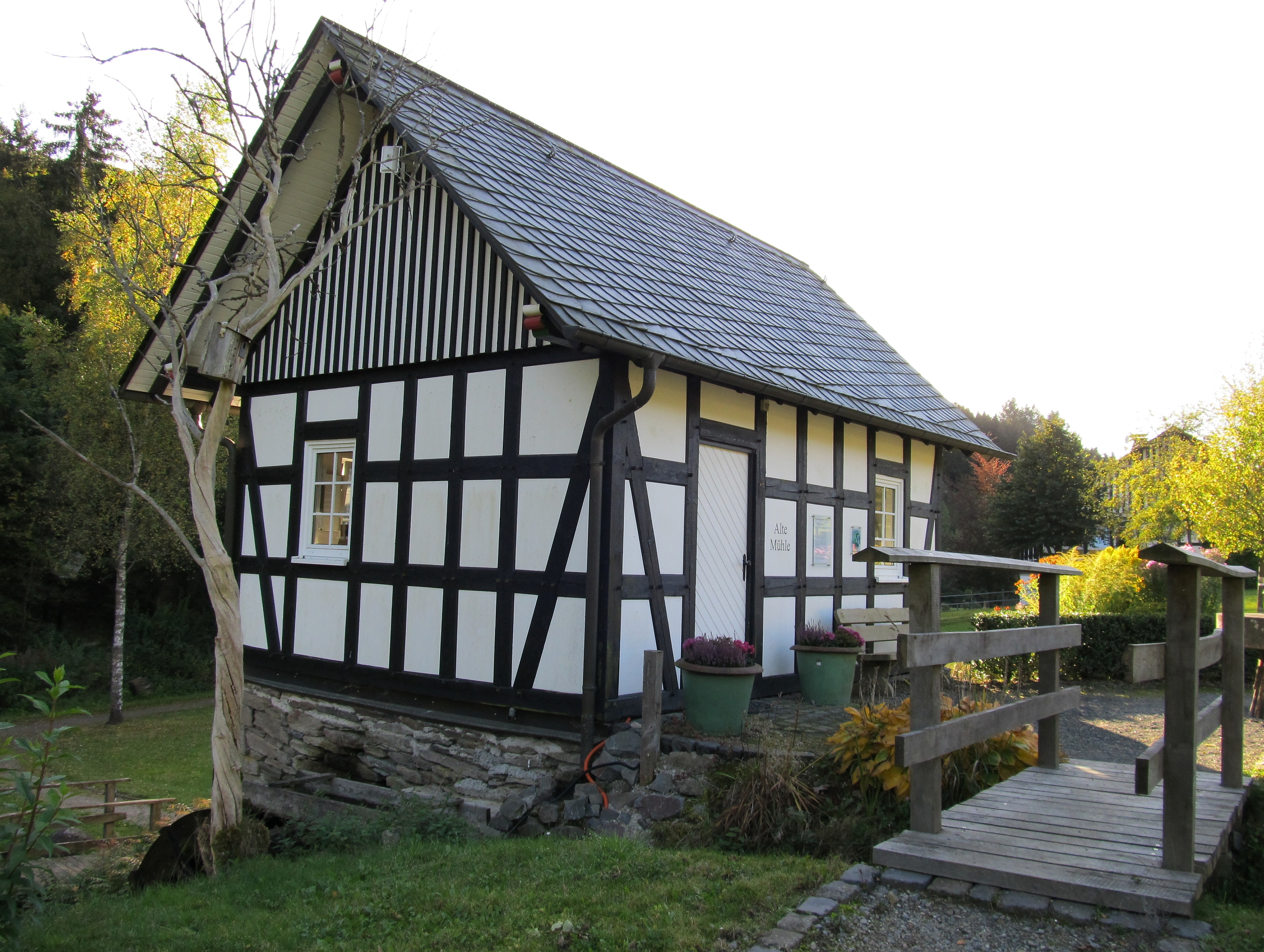
Eingang Waldarbeitermuseum

Die denkmalgeschützte Alte Mühle liegt in Latrop im Stadtgebiet Schmallenberg unmittelbar an dem gleichnamigen Fluss. In der ehemaligen Mühle befindet sich ein Waldarbeitermuseum.

## Geschichte
Im Jahr 1737 wurde die Alte Mühle als Eisenhammer vom Kloster Grafschaft errichtet. Ein Karl Halberstadt aus Friesenhagen übernahm 1804 das Gut Latrop mit seinem Hammer. Später nutzte man die Mühle als Kornmühle.
Das Untergeschoss der Mühle ist denkmalgeschützt. Das Obergeschoss wurde von der Dorfgemeinschaft erneuert. Seit 2003 befindet sich in dem Gebäude ein Waldarbeitermuseum.

## Museum
In dem Waldarbeitermuseum werden unter anderem historische Werkzeuge, Fotos und  Dokumente ausgestellt sowie die Entwicklung des Ortes von einem Waldarbeiterdorf zum heutigen Feriendorf dokumentiert.